# Mohammed I. (Kerman)
Mohammed b. Arslan-Schah (reg. 1142–1156) war ein selbständiger Seldschuken-Herrscher von Kerman (Kerman-Seldschuken).
Er kam in einem Nachfolgestreit an die Macht, bei dem er seinen Vater Arslan Schah 1142 gefangen nahm und tötete. Anschließend ließ er auch ca. zwanzig seiner Brüder und Neffen töten oder blenden. Ein weiterer Bruder, Seldschuk Schah musste in einer Schlacht bei Dschiroft besiegt werden, woraufhin Seldschuk nach Oman floh und dort bis zum Ende von Mohammeds Regierung gefangengesetzt wurde.
Mohammed unterhielt ein umfassendes Spionagesystem im Land und bei seinen Nachbarn, was auf eine versteckte Opposition hinweist. Trotz seiner tyrannischen Verhaltensweisen wird er von den Chronisten gelobt, da er Moscheen und Bibliotheken in Bardasir, Dschiroft und Bam bauen ließ, die Ulama und arme Studenten mit Zahlungen unterstützte und die Astronomie ermutigte. Er holte sich vor seinen Hinrichtungen auch stets eine entsprechende Fatwa ein.
Angesichts der inneren Unruhen in den anderen Seldschukenstaaten (ab 1153) erlangte Mohammed zeitweise die Schutzherrschaft über die Städte Tabas und Isfahan. Er kontrollierte auch noch bis 1153/4 Oman.